# Erastus Uutoni
Erastus Amutenya Uutoni (* 29. Januar 1961 in Omatando, Südwestafrika)  ist ein namibischer Politiker der SWAPO. 
Er war zuletzt vom 23. März 2020 bis 22. März 2025 Minister für städtische und ländliche Entwicklung. Zuvor war er seit dem 8. Februar 2018 Minister für Sport, Jugend und Nationaldienste.

## Werdegang
Nach dem Besuch einer weiterführenden Schule in Omatando nahm Uutoni 1979 an einer sechsmonatigen militärischen Ausbildung in Lubango, Angola teil und schloss sich daraufhin der People’s Liberation Army of Namibia an. Dort war er Kommandant einer Infanteriebrigade. 1982 verließ er Angola und lernte Fotojournalismus in Lusaka, der Hauptstadt Sambias. 1985 kehrte er nach Lubango zurück und arbeitete dort als Fotograf für die Zeitung Namibia Today. 1991 machte er einen Abschluss in Politikwissenschaften in Moskau, 1995 folgte ein Diplom im Bereich Büromanagement und 2002 ein weiteres Diplom in Politikwissenschaften an der Namibia University of Science and Technology.
1998 wurde Uutoni Koordinator der SWAPO für die Region Oshana. 2010 zog er erstmals in das Parlament Namibias ein und war bis 2015 stellvertretender Minister für Sicherheit. 2014 konnte er sein Mandat verteidigen und wurde 2015 stellvertretender Minister für Innenpolitik und Immigration im Kabinett von Hage Geingob. Im Zuge einer Kabinettsumbildung wurde er 2018 Minister für Jugend und Sport.